# Teodomiro de Carmona
San Teodomiro Mártir fue un religioso (¿?- 25 de julio de 851), patrón de la ciudad de Carmona, 25 de julio.

## Biografía
San Teodomiro nació en Carmona, Sevilla (España), aunque no se conoce el año exacto de su nacimiento. La principal fuente por la que se sabe algo de la vida de este santo es el Memorialis Sanctorum, publicado por su coetáneo San Eulogio, que cita a Teodomiro como «un joven monje carmonense».
Las noticias de la vida de este santo son algo escuetas, aunque sabemos varios datos esclarecedores.
San Teodomiro era un carmonense que se marchó joven a Córdoba, atraído por el ambiente eclesiástico de ésta. Allí, vivió en el Convento de San Zoilo, como monje benedictino. Al poco después de llegar, fue llevado ante el Kadí, quien lo condenó a pena de azotes, para que luego fuera alanceado, y por último degollado. Sus restos se enterraron en el mismo convento donde vivió, en el Convento de San Zoilo.